# Cacamatzin
Pour les articles homonymes, voir Cacamatzin (homonymie).
Cacamatzin ou Cacama (sans le suffixe honorifique nahuatl « -tzin » désignant les tetecuhtin) nait en 1483 et meurt en 1520. Il est le sixième souverain ou tlatoani de la ville de Texcoco, cité la plus importante de l'empire aztèque après sa capitale Mexico-Tenochtitlan.
Il est un des fils de Nezahualpilli. À la mort de ce dernier en 1515, il lui succède dans des circonstances confuses. Moctezuma II, le tlatoani aztèque, aurait poussé à l'élection de Cacama, qui est son neveu. Un autre fils de Nezahualpilli, Ixtlilxochitl, conteste cette élection et prend les armes contre son frère. Après qu'Ixtlilxochitl ait conquis plusieurs villes, on arrive à un compromis : Cacama reste roi tandis qu'Ixtlilxochitl conserve les territoires qu'il a conquis. Cette guerre civile à Texcoco aurait de lourdes conséquences quelques années plus tard au moment de l'arrivée des Espagnols : Ixtlilxochitl choisit leur camp et contribue à faire pencher la balance en leur faveur au cours du siège de Tenochtitlan. 
Lorsqu'Hernan Cortés et sa troupe d'Espagnols débarquent sur la côte du Mexique et que Moctezuma II s'enquiert auprès de son entourage de ce qu'il convenait de faire, Cacama est d'avis qu'il valait mieux accueillir les étrangers à Tenochtitlan. 
Plus tard, alors que les Espagnols se sont emparés de la personne de Moctezuma, Cacama est parmi les premiers à trouver la situation intolérable et complote contre les étrangers, accusant son oncle d'être un lâche. Cortés ordonne à Moctezuma de rappeler le souverain de Texcoco à Tenochtitlan, mais celui-ci refuse d'obtempérer. Moctezuma lui fait tendre un piège et le livre à Cortés qui le met aux fers. Cacama est exécuté par les Espagnols, alors que ces derniers s'apprêtent à évacuer Tenochtitlan au cours de la Noche Triste.